# 保崎則雄
保崎 則雄（ほざき のりお、1953年11月14日 - ）は、日本の教育学者。専門は外国語教育方法論、メディアリテラシー、教育コミュニケーション、教材開発、経験学習など。
1977年、金沢大学法文学部法学科卒業。成安女子高等学校教諭を経て、1987年、オハイオ州立大学大学院教育工学科博士課程修了、Ph.D取得。神奈川大学外国語学部教授を経て、2000年、早稲田大学人間科学部人間情報科学科教授。
Study abroadの評価と分析・効果的授業コミュニケーション過程の分析とFDへの応用、字幕つき映像の英語学習における効果、初等・中等教育におけるメディアリテラシー育成、小学校英語活動の方法と課題、効果的なメディア利用の英語プレゼンテーションなどの研究を行っている。